# TomTom
TomTom International BV. – holenderskie przedsiębiorstwo zajmujące się produkcją systemów nawigacyjnych. Firma tworzy urządzenia do nawigacji satelitarnej, aplikacje nawigacyjne na smartfony, zegarki sportowe z GPS, kamery sportowe, systemy zarządzania flotą pojazdów oraz inne usługi oparte na geolokalizacji. Na koniec 2019 roku TomTom zatrudniał ok. 4500 pracowników; posiadał 42 biur w 30 krajach.

## Historia
Przedsiębiorstwo zostało założone w 1991 roku w Amsterdamie przez Petera-Fransa Pauwelsa, Pietera Geelena, Harolda Goddijna oraz Corinne′a Vigreux. Początkowo nosiła nazwę Palmtop Software. W 2008 roku TomTom przejął firmę Tele Atlas, producenta map cyfrowych, za 2,9 miliarda euro. W 2012 TomTom podpisał umowę z Apple na udostępnienie danych z map cyfrowych do aplikacji Apple Maps. W 2015 roku umowa została przedłużona, a ponadto podobną umowę podpisano z firmą Uber.
W 2016 roku firma wybudowała i otworzyła swój drugi biurowiec w Łodzi. W 2018 firma uruchomiła biuro w Poznaniu, które ma zajmować się opracowywaniem systemu nawigacji do pojazdów autonomicznych. W 2019 roku koncern wygenerował 701 milionów euro przychodu.